# 1888年2月11日日食
1888年2月11日日食为一次在协调世界时1888年2月11日出現的日偏食。該次日食食分為0.5029。

## 概述
這次日食的食分是0.5029。

## 基本參數
- 類型：日偏食
- 食甚資料：
  - 日期：1888年2月11日
  - 時間：23時38分15秒
  - 地點：71S 36W
  - 食分：0.5029

## 外部連結
- NASA日食專頁（页面存档备份，存于）（英文）